# Стацевич Георгій Михайлович
Георгій Михайлович Стацевич (1898, село Картуз-Береза Пружанського повіту Гродненської губернії, тепер місто Береза, Республіка Білорусь — 9 серпня 1942, Усть-Вимський виправно-трудовий табір Комі АРСР) — радянський партійний діяч, 1-й секретар Далекосхідного крайкому ВКП(б). Депутат Верховної Ради СРСР 1-го скликання (у 1937—1938 роках).

## Біографія
Народився в родині машиніста залізниці. Батько, Михайло Стацевич, працював машиністом на станції Бірзула Херсонської губернії, мати була домогосподаркою. Закінчив двокласне залізничне училище, у 1914 році закінчив чотирикласне вище початкове училище на станції Бірзула.
У травні 1914 — 1915 року — учень слюсаря на середній ремонт ділянки тяги, у 1915 — лютому 1917 року — помічник машиніста четвертої ділянки тяги локомотивного депо станції Бірзула Південно-Західної залізниці.
З лютого по вересень 1917 року — в російській армії: служив рядовим 228-го запасного піхотного полку в місті Києві.
З вересня 1917 по березень 1918 року — рядовий, командир червоногвардійського загону 2-ї Революційної армії. Учасник боїв проти українських військ Центральної ради.
Член РСДРП(б) з жовтня 1917 року.
У квітні — травні 1918 року — співробітник фронтового бюро ЦК КП(б) України. У травні — жовтні 1918 року — на підпільній роботі в Борзненському та Ніжинському повітах Чернігівської губернії Української Держави. Організовував партизанські загони, був заарештований німецькою владою, але втік з ув'язнення.
З листопада 1918 року — співробітник штабу Українського фронту. До квітня 1919 року — особливоуповноважений Народного комісаріату із військових справ Радянської України по заготівлі хліба в Херсонській губернії.
У квітні — червні 1919 року — секретар Революційної військової ради Українського фронту. У червні — серпні 1919 року — секретар Київського комітету оборони. У серпні — жовтні 1919 року — військовий комісар штабу Лівобережної групи військ і 60-ї стрілецької дивізії РСЧА. У жовтні 1919 — лютому 1920 року — співробітник фронтового бюро ЦК КП(б)У.
У лютому — липні 1920 року — керуючий справами ЦК КП(б) України в місті Харкові.
У липні 1920 — серпні 1921 року — член колегії Київського особливого продовольчого губернського комітету.
У серпні 1921 — червні 1924 року — окружний продовольчий комісар Липовецького, Переяславського, Сквирського, Бердичівського повітів (округів) Київської губернії. У 1922 році за вилучення продовольства в українських селян Київський губвиконком нагородив Стацевич золотим годинником.
У червні 1924 — липні 1926 року — завідувач Бердичівського окружного фінансового відділу.
У серпні 1926 — липні 1927 року — слухач курсів повітових партійних працівників при ЦК ВКП(б) у Москві.
У липні — серпні 1927 року — секретар партійної колегії Архангельського губернського комітету ВКП(б).
У серпні 1927 — січні 1929 року — голова Архангельської губернської контрольної комісії — робітничо-селянської інспекції.
У квітні — серпні 1929 року — голова виконавчого комітету Вологодської губернської ради.
У липні 1929 — серпні 1930 року — відповідальний секретар Вологодського окружного комітету ВКП(б).
У листопаді 1930 — квітні 1931 року — слухач Історико-партійного інституту червоної професури в Москві.
У квітні 1931 — травні 1932 року — заступник завідувача організаційного відділу Московського обласного комітету ВКП(б).
У травні 1932 — лютому 1934 року — завідувач відділу кадрів Московського обласного комітету ВКП(б).
У лютому 1934 — березні 1935 року — завідувач сільськогосподарського відділу Московського обласного комітету ВКП(б).
13 березня 1935 — 21 квітня 1936 року — 1-й секретар Сокольницького районного комітету ВКП(б) міста Москви.
21 квітня 1936 — травень 1937 року — 1-й секретар Залізничного районного комітету ВКП(б) міста Москви.
У травні — серпні 1937 року — завідувач відділу керівних партійних органів Московського обласного комітету ВКП(б).
14 серпня — вересень 1937 року — завідувач відділу кадрів Народного комісаріату внутрішніх справ (НКВС) СРСР.
13 вересня — 21 жовтня 1937 року — в.о. 2-го секретаря Далекосхідного крайового комітету ВКП(б).
21 жовтня 1937 — 13 червня 1938 року — в.о. 1-го секретаря Далекосхідного крайового комітету ВКП(б). З листопада 1937 по червень 1938 року був членом Військової ради Особливої Червонопрапорної Далекосхідної армії.
Заарештований органами НКВС 22 червня 1938 року. Засуджений 9 липня 1941 року за статтями 58-7, 58-11 КК РСФСР до 8 років позбавлення волі. Помер в Усть-Вимському виправно-трудовому таборі. 
4 лютого 1956 року вирок скасований і справа припинена за відсутністю складу злочину. Посмертно реабілітований.